# 王季茝
王季茝（1894年10月3日—1979年10月10日），晚清生物化學家，1910年代在维斯理学院和芝加哥大学畢業，是清末民初已知最早的留洋女博士，已知最早於美國高等教育界取得正式教職的中國女性。

## 早年生活與教育
王季茝出生于江南科举世家——苏州王氏，祖上为明朝探花、内阁大学士王鏊。父亲王颂蔚为晚清进士，官至戶部郎中、軍機章京，鼓励士人学习测量、化學、光学等。1895年王颂蔚病逝，妻子王谢长达携子女自京返乡。王谢长达是中国妇女运动者，在苏州积极创办放足会、振华女子小学。
王季茝曾就讀於蘇州景海女塾，後至日本同志社女校留学。1907年，王季茝考取官费留美资格，与宋慶齡等人一同赴美留学。但因程度未合格，先在馬薩諸塞州核桃山學校就读，1910年进入维斯理学院，成為該校最早的亞裔校友之一。她先後於1916年及1918年分別獲得芝加哥大学化學碩士及化學及營養學博士，博士論文題為《皮蛋與燕窩的化學》。她亦曾於约翰斯·霍普金斯大学擔任博士後職位。

## 職業生涯
王季茝在攻讀博士期間和之後任教於芝加哥大學，是已知最早於美國高等教育界取得正式教職的中國女性。她在1920至1930年間曾為邁克爾里斯醫院的醫學研究主管。1930年代，她任職於辛辛纳提大學兒童醫院，負責進行與兒童新陳代謝有關的研究；及後於1940年代在西北酵母公司任職了一段短暫的時間。她於1943至1946年間重返學術界，於西北大學醫學院擔任生理學系的助理教授。數年後，她於梅奥医院工作。1950至1953年間，她重返西北大學，任職生物化學系助理教授。
1947至1954年間，王季茝於海因斯退伍軍人管理醫院新陳代謝實驗室工作。1954年後，她轉至托皮卡一所退伍軍人實驗室工作，期間曾為「若干類精神病患的新陳代謝」、「口服洗潔精對血脂的影響」及「各種食物對血清穀草轉胺酶影響之研究」等數項研究的共同領導。她於1961年退休。
王季茝曾為维斯理学院中國學生基督教协会的副主席，亦是芝加哥中國女性俱樂部的創始成員之一。1922年，她被推選為美國科學促進會的成員之一。1929年，她獲芝加哥一女子組織嘉許為「女性領袖」。她亦曾是兒童發展研究學會、美國生物化學家協會及美国化学学会的成員之一。她的研究成果曾刊載於《Archives of Internal Medicine》、《Journal of Biological Chemistry》、《Archives of Pediatrics & Adolescent Medicine》及《American Journal of Diseases of Children》等学术期刊，亦在報章的新聞專題上發表。

## 出版選集
- 「Chinese Preserved Eggs; Pidan」（1916年，與凱瑟琳·布朗特（英语：Katherine Blunt）合著）[14]
- 「The Composition of Chinese Edible Bird's Nests and the Nature of Their Proteins」（1921年）[18]
- 「The Isolation and the Nature of the Amino Sugar of Chinese Edible Birds' Nests」（1921年）[19]
- 「A Comparison of the Metabolism of Some Mineral Constituents of Cow's Milk and of Breast Milk in the Same Infant」（1924年，與大衛·B·威特及奧古斯塔·R·費爾徹合著）[20]
- 「Studies on the Metabolism of Obesity, II. Basal Metabolism」（1924年，與所羅門·斯特勞斯及M. Dye合著）[21]
- 「Metabolism of Undernourished Children III. Urinary Nitrogen with Special Reference to Creatinine」（1926年，與露絲·克恩及瑪格麗特·弗蘭克合著）[22]
- 「Metabolism of Undernourished Children VII. Effect of High and Low Protein Diets on the Nitrogen and Caloric Balance of Undernourished Children」（1928年，與讓·E·霍克斯及米爾德里德·考徹合著）[16]
- 「Minimum Requirement of Calcium and Phosphorus in Children」（1930年，與露絲·克恩及米爾德里德·考徹合著）[23]
- 「Basal Metabolism of Twenty-One Chinese Children Reared or Born and Reared in the United States」（1932年）[15]
- 「Improvements in the methods for calcium determination in biological material」（1935年）[24]
- 「Metabolism of Adolescent Girls, III. The Excretion of Creatinine and Creatine」（1936年，與艾達·根瑟及科琳·霍格登合著）[25]
- 「Basal Metabolism and Preformed and Total Creatinine in Urine of Seventy Children」（1939年）[26]

## 個人生活
王季茝的丈夫是太常寺卿袁昶之子袁梁肃，但两人婚姻并不幸福。赴美之后王季茝再未结婚。
王季茝於1947年，按照麦诺森法案的規定成為美國公民。她於1979年逝世。
2004年，芝加哥一處新建的公園以王季茝命名。她曾工作过的西北大学医学中心距离公园僅有2英里。

## 外部連結
- 王季茝公園顧問委員會 （页面存档备份，存于）網站